# 宋斌 (前燕)
宋斌（？—354年），五胡十六国時代前燕人物，前燕冀陽郡太守宋燭的儿子。
張英在前燕担任黄門侍郎。354年九月，有人告发宋斌秘密奉冉魏皇太子冉智为主，反叛前燕，慕容儁得知后，将宋斌和冉智一并誅殺。